# Feri Lainšček
Feri Lainšček, vlastním jménem Franc Lainšček (* 5. října 1959 Dolenci), je slovinský spisovatel.

## Život
Pochází z luteránské rodiny z oblasti Zámuří. Vystudoval žurnalistiku na Univerzitě v Lublani a pracoval jako redaktor Rádia Lublaň. Od roku 1983 je profesionálním spisovatelem; vydal více než sto knih, píše romány, filmové scénáře, knihy pro děti, básně i písňové texty. Podle jeho předlohy natočil Marko Naberšnik film Kohoutova snídaně, nominovaný na Oscara. Je zakladatelem vydavatelství Franc-Franc Cultural Promotion Company. V roce 2021 obdržel Prešernovu cenu za celoživotní dílo.

## Dílo
Čtenářský úspěch mu přinesly zejména knihy o svérázných obyvatelích rodného kraje a o životních outsiderech včetně Romů. Do češtiny byly přeloženy jeho romány Halgato (2005) a Nedotknutelní (2013).